# Испанско-российские отношения
Испа́нско-росси́йские отноше́ния — дипломатические отношения между Испанией и Россией. Россия содержит посольство в Мадриде и генеральное консульство в Барселоне, в то время как Испания имеет посольство в Москве. 
Первые контакты между Испанией и Великим княжеством Московским датируются 1520-ми годами. Постоянные посольства были установлены в 1722 году. 
Отношения между СССР и Испанией прервались после гражданской войны в Испании и были восстановлены в 1977 году. 
Объём торговли между обоими государствами составляет около 2 млрд евро (2008).

## Дореволюционный период
Официальные контакты между Испанией и Россией начались в 1519 году, когда король Кастилии Карл I уведомил Василия III о своём восхождении на трон Священной Римской империи под именем Карла V. В 1523 году Яков Полушкин доставил ответ Василия III к королевскому двору в Вальядолиде, став таким образом первым русским послом в Испании. В 1525 году послы Иван Засекин-Ярославский и Семён Борисов представили Карлу V свои верительные грамоты. Именно они привезли в Москву новость об открытии Нового Света. Испанская инквизиция, в особенности Альгамбрский декрет, на протяжении XVI века представляла интерес для русского духовенства, занимавшегося подавлением иудаистического влияния в церковных вопросах.
Следующие временные контакты были установлены во время посольства Петра Ивановича Потёмкина (1667—1668) в период правления царя Алексея Михайловича. Регулярные посольства двух стран были установлены Петром I и Филиппом V в 1722 году. Первым послом в новом русском консульстве, открытом в Кадисе, служил Сергей Голицын. Первым испанским послом стал герцог Диего Франсиско де Лирия, унаследовавший также титул герцога Бервикского. Однако после неожиданной смерти Петра II Испания объявила права на престол Анны Иоанновны незаконными и отношения заморозились до 1759 года. Де Лирия, который внимательно наблюдал за событиями 1730 года, оставил одно из ценных описаний подробностей восхождения Анны на престол.
В 1799 году отношения были вновь омрачены принятием Павлом I католического титула Великого магистра ордена госпитальеров. Дело дошло до официального состояния войны между двумя государствами, в ходе которой, однако, реальных боёв не было. 4 октября 1801 года между Россией и Испанией был заключён мирный договор, завершивший ту войну. 8 июля 1812 года между Россией и Испанией был заключён Великолукский трактат в целях совместной войны против Наполеона I.
В 1833—1856 годах Россия закрыла своё посольство, отказываясь признать легитимность королевы Изабеллы II. Помимо этих конфликтов, отношения между двумя странами не были богаты событиями. Обе страны никогда не воевали друг с другом. Во время Семилетней войны Россия и Испания были союзными державами.

## Советский период
Дипломатические отношения между Советским Союзом и Второй Испанской Республикой были установлены в 1933 году. Послом в Испанию был назначен бывшей нарком по образованию Анатолий Луначарский, однако умер по пути во Франции. Его преемник Марсель Розенберг и генеральный консул Владимир Антонов-Овсеенко прибыли в Мадрид в 1936 году, когда уже разразилась Гражданская война. Вскоре оба были отозваны в Москву и казнены по обвинению в троцкизме.
Советский Союз в ходе войны активно поддерживал республиканцев, посылая военных советников, добровольцев и оружие. Взамен испанское золото было переправлено на хранение в Москву. В Мадриде в 1989 году был установлен памятник советским добровольцам, на котором высечены имена 182 опознанных советских граждан, погибших во время этой войны. После поражения республиканцев в 1939 году, Советский Союз заморозил отношения с франкистской Испанией. Во время Второй мировой войны на Восточном фронте в рядах Вермахта воевала Голубая дивизия, состоявшая из испанских добровольцев, однако в целом Франсиско Франко стремился избегать прямого участия в войне.
Послевоенные отношения Испании с Советским Союзом оставались на очень низком уровне. Их низшей точкой стала речь Никиты Хрущёва перед Генеральной ассамблеей ООН 1 октября 1960 года, направленная против режима Франко, а также запрет Франко на проведение футбольного матча Испания—СССР в рамках Чемпионата Европы 1960. Скоро, однако, те же лидеры занялись постепенным восстановлением контактов. В апреле 1963 года Хрущёв и Франко обменялись письмами по разоружению и судьбе испанского коммуниста Хулиана Гримау. Согласно советским заявлениям, эти контакты были инициированы испанской стороной.
До 1969 года отношения неформально поддерживались через советское и испанское посольства во Франции. В 1967 году испанские и советские представители договорились открыть порты своих стран для судов под флагом другой стороны. В 1969 году в Мадриде открылось представительство Черноморской судоходной компании — первой советской со времён Гражданской войны в Испании. В этом представительстве, де-факто служившем посольством, работали профессиональные дипломаты под руководством Сергея Богомолова.
В 1972 году оба государства подписали соглашение о торговле и годом позже установили взаимные торговые представительства. Эти офисы выполняли также консульские функции. Игорь Иванов, будущий министр иностранных дел Российской Федерации, служил в Мадриде в 1973—1983 годах. После смерти Франко дипломатические отношения между СССР и Испанией были установлены 9 февраля 1977 года. Они были не очень дружественными, характеризовались взаимными обвинениями в шпионаже и выдворением подозреваемых, действующих под прикрытием дипломатического иммунитета. Отношения ещё более ухудшились после вступления Испании в НАТО в 1981 году.
После того, как Богомолов в 1978 году перешёл на более высокую должность в Министерстве иностранных дел, его преемником стал Юрий Дубинин, который руководил советской политикой в Испании до 1986 года. Он активно готовил осуществление визита короля Хуана Карлоса I в Москву, которое состоялось в мае 1984 года. При Дубинине на протяжении четырёх лет служил посол России в Испании и Андорре Александр Кузнецов.
Здание Посольства России в Мадриде, унаследованное от СССР, было построено в 1986—1991 годах, в создании его дизайна участвовали художник Илья Глазунов и архитектор Анатолий Поликарпов.

## Постсоветский период
После распада СССР Испания признала Россию как государство-правопреемницу. 
Оба государства высказались против признания независимости Косово от Сербии.
Но начиная с 2014 года, Испания присоединилась к антироссийским санкциям.